# Cyrenia martia
Cyrenia martia är en fjärilsart som beskrevs av John Obadiah Westwood 1851. Cyrenia martia ingår i släktet Cyrenia och familjen Riodinidae. Inga underarter finns listade i Catalogue of Life.